# باري سمون
باري سمون (بالإنجليزية: Barry Smolin)‏ هو مدرس ومغن مؤلف أمريكي، ولد في 20 أبريل 1961.

## وصلات خارجية
- باري سمون على موقع ميوزك برينز (الإنجليزية)
- باري سمون على موقع ميوزك برينز (الإنجليزية)